# J'ai choisi l'amour
J'ai choisi l'amour (Ho scelto l'amore) est une comédie franco-italienne réalisée par Mario Zampi de 1953, avec Renato Rascel et Marisa Pavan. Le film a été tourné dans les studios Cinecittà à Rome.

## Thème
Le film raconte le voyage en Italie d'un délégué soviétique, Boris Popovic, très méfiant vis-à-vis des pays capitalistes. Ses préjugés vont cependant bientôt être revus.

## Autour du film
Le titre et l'histoire sont liées à la publication par le dissident Victor Kravchenko du livre J'ai choisi la liberté.

## Distribution
- Renato Rascel : Boris Popovic
- Tina Lattanzi
- Marisa Pavan : Marisa
- Nino Manfredi
- Carlo Mazzarella
- Margherita Bagni : la fleuriste Dina Perbellini
- Eduardo Passarelli
- Cesco Baseggio
- Giulio Calì
- Pietro Tordi : un communiste
- Michele Abruzzo
- Ave Ninchi : Giovanna
- Ignazio Leone
- Gianni Rizzo
- Kiki Urbani
- Paolo Panelli
- Frédéric Valk
- Gino Cavalieri
- Ettore Mattia